# Conus solida
Conus solida é uma espécie de gastrópode do gênero Conus, pertencente a família Conidae.